# Адирбеков, Жолдияр Адирбекович
Жолдияр Адирбекович Адирбеков (каз. Жолдияр Әдірбекұлы Адырбеков; 12 июня 1944 — 1 сентября 1999) — казахстанский политический и общественный деятель.

## Биография
Жолдияр Адирбеков родился 12 июня 1944 года в селе Коксаек, Казахская ССР. Выпускник детского дома № 2, Толебийского района.
С 1968 года начал заниматься делами комсомольской организации, начал работать секретарем городского комсомольского комитета в городе Кентау.
В 1969—1974 годах окончил Высшую партийную школу при ЦК КПСС в городе Москва.
В 1979—1982 годах окончил Алма-Атинский институт народного хозяйства по специальности инженер-экономист.
С 1985 года начал работу в городе Чимкент.
В 1986—1991 годах работал председателем исполнительского комитета города Чимкент, в 1991—1992 годах председатель областного исполнительского комитета по внешним связям.
В 1992—1993 годах генеральный директор многоотраслевого концерна «Ордабасы» при Чимкентской областной администрации.
Являлся депутатом Верховного Совета КазССР 12-го созыва.
С декабря 1993 года осуществлял руководство открытого акционерного общества «Шымкентмай».
С целью оказать помощь общественности Жолдияр Адирбеков поощрял лучших учащихся специальной стипендией, содействовал поступлению выпускников школ в высшие учебные заведения, а также оказывал им финансовую помощь.

## Награды и признание
В 1998 году Южно-Казахстанский областной акимат наградил Жолдияра Адирбекова почетным дипломом за проявленное милосердие, доброту и заботу, оказанную детскому дому и социально уязвимым слоям населения.
За особые заслуги перед городом и значительный вклад в дело народного просвещения Жолдияру Адирбекову присвоены награды «Отличник образования Республики Казахстан», «Почетный гражданин города Шымкент».
Для того чтобы сохранить вечное имя, одной из центральных улиц города Шымкент присвоено имя Жолдияра Адирбекова.